# Tostock
Tostock – wieś i civil parish w Anglii, w hrabstwie Suffolk, w dystrykcie Mid Suffolk. Leży 28 km na północny zachód od miasta Ipswich i 106 km na północny wschód od Londynu. W 2011 civil parish liczyła 472 mieszkańców. Tostock jest wspomniana w Domesday Book (1086) jako Totestoc/Totstocha.